# Dasysyrphus corsicanus
Dasysyrphus corsicanus är en tvåvingeart som först beskrevs av Becker 1921.  Dasysyrphus corsicanus ingår i släktet skogsblomflugor, och familjen blomflugor.
Artens utbredningsområde är Frankrike. Inga underarter finns listade i Catalogue of Life.